# جوستين (رواية)
جوستين (بالإنجليزية: Justine)‏ هي أول روايات رباعية الإسكندرية للكاتب البريطاني لورانس داريل، نشرت عام 1957، عن دار نشر فابر آند فابر في المملكة المتحدة وإي بي داتون في الولايات المتحدة.

## روابط خارجية
- جوستين (رواية) على موقع الموسوعة البريطانية (الإنجليزية)